# دعاء أبي حمزة الثمالي
دُعَاءُ أَبِي حَمْزَةَ ٱلثُّمَالِيِّ (بضم الثاء) دعاءٌ في كتاب مصباح المتهجد لمحمدِ بْنِ الحسن الطوسي، المعروفِ بالشيخ الطوسي، نقله أبو حمزةَ الثُّمالي. وهو دعاء كان الإمام عليُّ بْنُ الحسين السجاد يقرؤه في كلّ من أسحار شهْر رَمَضانَ في دُبُرِ (نهاية) صلاتِه.

## محتوي الدعاء
وقد ورد الدعاء في جملة أدعية أسحار شهر رمضان المبارك، فكان علي بن الحسين السجاد يصلّي عامّة اللّيل في رمضان، فإذا كان في السّحر دعا بهذا الدعاء. ويحتوي الدعاء على مفاهيم كثيرة في التوبة والإنابة وشحذ الهمم لإصلاح النفس، ولذا حظي هذا الدعاء باهتمام كبير.
من محتويات الدعاء:
1. المعرفة الإلهية
  1. لا مفرّ للعبد من الحكومة الإلهية
  2. معرفة الله بنفسه
  3. إنّ الله هو الدّليل
2. استعراض طريق السعادة والخلاص للإنسان
  1. التمسك بالرحمة الإلهية
  2. العمل بالفضائل الأخلاقية والتجنّب من الشرور الأخلاقية
3. الدعاء
  1. الحمد والثناء
  2. الصلوات
  3. طلب المساعدة
4. الإصرار
  1. الإقرار بالذنوب
  2. التواضع

## سند الدعاء
يذكر سيد بن طاووس في كتاب إقبال الأعمال أن : ما رويناه بإسنادنا إلى أبي محمد هارون بن موسى التلعكبري بإسناده إلى الحسن بن محبوب الزرّاد عن أبي حمزة الثمالي أنه قال: كان علي بن الحسين زين العابدين يصلّي عامّة ليله في شهر رمضان فإذا كان في السّحر دعا بهذا الدعاء.

## مقتطفات من عبارات الدعاء
يبدأ الدعاء بهذه العبارات:
اِلهي لا تُؤَدِّبْني بِعُقُوبَتِكَ، وَلا تَمْكُرْ بي في حيلَتِكَ، مِنْ اَيْنَ لِيَ الْخَيْرُ يا رَبِّ وَلا يُوجَدُ إلاّ مِنْ عِنْدِكَ، وَمِنْ اَيْنَ لِيَ النَّجاةُ وَلا تُسْتَطاعُ إلاّ بِكَ، لاَ الَّذي اَحْسَنَ اسْتَغْنى عَنْ عَوْنِكَ وَرَحْمَتِكَ، وَلاَ الَّذي اَساءَ وَاجْتَرَأَ عَلَيْكَ وَلَمْ يُرْضِكَ خَرَجَ عَنْ قُدْرَتِكَ، يا رَبِّ يا رَبِّ يا رَبِّ حتّى ينقطع النّفس.
و يستمر حتي يصل إلي هذه العبارة:
وَتَوَجَّهْتُ اِلَيْكَ بِحاجَتي، وَجَعَلْتُ بِكَ اسْتِغاثَتي، وَبِدُعائِكَ تَوَسُّلي مِنْ غَيْرِ اِسْتِحْقاق لاِسْتِماعِكَ مِنّي، وَلاَ اسْتيجاب لِعَفْوِكَ عَنّي، بَلْ لِثِقَتي بِكَرَمِكَ، وَسُكُوني اِلى صِدْقِ وَعْدِكَ، وَلَجَائي اِلَى الاْيمانِ بِتَوْحيدِكَ، وَيَقيني بِمَعْرِفَتِكَ مِنّي اَنْ لا رَبَّ لي غَيْرُكَ، وَلا اِلـهَ إلاّ اَنْتَ وَحْدَكَ لا شَريكَ لَكَ، اَللّـهُمَّ اَنْتَ الْقائِلُ وَقَوْلُكَ حَقٌّ، وَوَعْدُكَ صِدْقٌ (وَاسْأَلاوُ اللهَ مِنْ فَضْلِهِ اِنَ اللهَ كانَ بِكُمْ رَحيماً)، وَلَيْسَ مِنْ صِفاتِكَ يا سَيّدي اِنْ تَأمُرَ بِالسُّؤالِ وَتَمْنَعَ الْعَطِيَّةَ، وَاَنْتَ الْمَنّانُ بِالْعَطِيّاتِ عَلى اَهْلِ مَمْلَكَتِكَ، وَالْعائِدُ عَلَيْهِمْ بِتَحَنُّنِ رَأفَتِكَ، اِلهي رَبَّيْتَني في نِعَمِكَ وَاِحْسانِكَ صَغيراً، وَنَوَّهْتَ بِاِسْمي كَبيراً، فَيا مَنْ رَبّاني فِي الدُّنْيا بِاِحْسانِهِ وَتَفَضُّلِهِ وَنِعَمِهِ، وَاَشارَ لي فِي الاْخِرَةِ اِلى عَفْوِهِ وَكَرَمِهِ، مَعْرِفَتي يا مَوْلايَ دَليلي عَلَيْكَ، وَحُبّي لَكَ شَفيعي اِلَيْكَ، وَاَنَا واثِقٌ مِنْ دَليلي بِدَلالَتِكَ، وَساكِنٌ مِنْ شَفيعي اِلى شَفاعَتِكَ...
اِذا رَاَيْتُ مَوْلاىَ ذُنوُبى فَزِعْتُ وَاِذا رَاَيْتُ كَرَمَكَ طَمِعْتُ فَاِنْ عَفَوْتَ
فَخَيْرُ راحِمٍ وَاِنْ عَذَّبْتَ فَغَيْرُ ظالِمٍ حُجَّتى يا اَللّهُ في جُرْاَتى عَلى
مَسْئَلَتِكَ مَعَ اِتْيانى ما تَكْرَهُ جُودُكَ وَكَرَمُكَ وَعُدَّتى في شِدَّتى مَعَ
قِلَّهِ حَيائى رَاْفَتُكَ وَرَحْمَتُكَ وَقَدْ رَجَوْتُ اَنْ لا تَخيبَ بَيْنَ ذَيْنِ
وَذَيْنِ مُنْيَتى فَحَقِّقْ رَجآئى وَاسْمَعْ دُعآئى يا خَيْرَ مَنْ دَعاهُ داعٍ
وَاَفْضَلَ مَنْ رَجاهُ راجٍ عَظُمَ يا سَيِّدى اَمَلى وَسآءَ عَمَلى فَاَعْطِنى
مِنْ عَفْوِكَ بِمِقْدارِ اَمَلى وَلا تُؤ اخِذْنى بِاَسْوَءِ عَمَلى فَاِنَّ كَرَمَكَ
يَجِلُّ عَنْ مُجازاهِ الْمُذْنِبينَ وَحِلْمَكَ يَكْبُرُ عَنْ مُكافاهِ الْمُقَصِّرينَ

## الوصلات الخارجية
- شرح دعاء أبي حمزة الثمالي
- نص دعاء أبي حمزة الثمالي
- استمع الي دعاء أبي حمزة الثمالي بصوت عبد الحي قنبر علي موقع يوتيوب